# Alfred Lück
Alfred Lück (Pseudonym: Ludwig Falder; * 25. März 1912 in Siegen; † 12. März 1982 ebenda) war ein deutscher, siegerländischer Archivar und Heimatforscher.

## Leben
Nach seinem Abitur im Jahr 1931 absolvierte Lück eine kaufmännische Lehre in der Abteilung Siegerland der Vereinigten Stahlwerke. 1937 wechselte er an den Standort Lippstadt des Unternehmens. Nach der Demontage des Werks im Jahr 1946 als Folge des Zweiten Weltkriegs arbeitete Lück freiberuflich, bevor er 1954 erneut eine Festanstellung als Werksarchivar und Werksbibliothekar der Hüttenwerke Siegerland erhielt.
Am 11. November 1939 beantragte Lück die Aufnahme in die NSDAP und wurde zum 1. Dezember desselben Jahres aufgenommen (Mitgliedsnummer 7.344.129).
Kurz darauf begann sich sein Wirkungskreis auszuweiten. 1958 gehörte Lück zu den Gründungsmitgliedern der Vereinigung deutscher Werks- und Wirtschaftsarchivare. 1961 trat er in den geschäftsführenden Vorstand des Siegerländer Heimat- und Geschichtsvereins ein. Von 1970 bis 1972 saß er dem Verein vor, danach wirkte er bis zu seinem Tod als stellvertretender Vorsitzender. Von 1971 bis an sein Lebensende war er Redaktionsleiter der Vereinszeitschrift Siegerland – Blätter des Siegerländer Heimat- und Geschichtsvereins. 1969 wurde er in die Historische Kommission für Nassau berufen.
Insgesamt veröffentlichte Lück rund 200 Publikationen, insbesondere zur Geschichte des Siegerlands und zur Geschichte der Metallindustrie, aber auch historische Romane und Kinderbücher.
1972 erhielt Lück die goldene Siegerland-Medaille und 1979 das Bundesverdienstkreuz am Bande.
Alfred Lück starb an den Folgen eines Schlaganfalls.